# Ederson Tormena
Ederson Tormena (Brusque, Brazilië, 14 maart 1986) is een Braziliaanse ex-profvoetballer, een kopbalsterke defensieve middenvelder die zijn meeste wedstrijden speelde bij het Belgische Sporting Charleroi. Hij speelde voorheen bij de Braziliaanse club Esporte Clube Juventude en verhuisde vervolgens in 2007 naar Germinal Beerschot, waar hij indruk maakte als "box-to-box" speler. In januari 2009 werd hij betrokken in een ruiloperatie met Wim De Decker van KRC Genk, waarbij beide spelers zonder transfersom van club wisselden. In 2014 verhuisde hij naar het Griekse Asteras Tripolis  en in 2016-2017 sloot hij zijn carrière af bij SV Waldhof Mannheim.
Hij heeft een jongere broer die eveneens voetbalt, Gustavo Tormena.

## Statistieken
| seizoen   | club                    | land     | competitie                    | wed. | goals |
| --------- | ----------------------- | -------- | ----------------------------- | ---- | ----- |
| 2005/2006 | Esporte Clube Juventude | Brazilië | Campeonato Brasileiro Série A | 16   | 0     |
| 2006/2007 | Esporte Clube Juventude | Brazilië | Campeonato Brasileiro Série A | 3    | 0     |
| 2007/2008 | Germinal Beerschot      | België   | Jupiler Pro League            | 31   | 5     |
| 2008/2009 | Germinal Beerschot      | België   | Jupiler Pro League            | 9    | 0     |
| 2008/2009 | KRC Genk                | België   | Jupiler Pro League            | 10   | 0     |
| 2009/2010 | KRC Genk                | België   | Jupiler Pro League            | 0    | 0     |
| 2009/2010 | → Sporting Charleroi    | België   | Jupiler Pro League            | 5    | 1     |
| 2010/11   | Sporting Charleroi      | België   | Jupiler Pro League            | 24   | 0     |
| 2010/11   | Sporting Charleroi      | België   | Play-Off III                  | 3    | 0     |
| 2011/2012 | Sporting Charleroi      | België   | Tweede klasse                 | 28   | 1     |
| 2012/13   | Sporting Charleroi      | België   | Jupiler Pro League            | 13   | 0     |
|           |                         |          | Totaal                        | 142  | 7     |